# EAT LEAD マット・ハザードの逆襲
『EAT LEAD マット・ハザードの逆襲』（イートレッド - :英題 Eat Lead: The Return of Matt Hazard）は、ディースリー・パブリッシャーより発売されたサードパーソン・シューティングゲーム（TPS）。制作はヴィシャス・サイクル・ソフトウェア。対応機種はプレイステーション3とXbox 360。
日本では2010年2月18日に発売された。

## 概要
本作はパロディあふれたTPSとして制作されている。TPSとしては、物陰に隠れて撃つ、特殊ゲージを消費し2種類の特殊な弾丸撃てるといった一般的なものであるが、難易度はやや高めである。
本作を語る上で注目されるのが、仕込みに仕込みこまれたパロディの数々である。マットが出演したとされる架空のゲームは、実際に発売されたビデオゲームのパロディであったり、ゲームのシステムや仕様、業界事情についてメタ的な発言をしたり、実際に登場している有名なビデオゲームのキャラをモチーフにしたパロディキャラが登場したりと様々である。
本作の日本語版の翻訳は冲方丁が担当、音声演出は西村智博が担当しており、公式サイトの触れ込み通り単なるローカライズにしていないところも特徴である。翻訳時、パロディ元となったソフトの知名度の違いから、名前を変更したものもいくつか存在する。なお、本作を紹介する日本語版PVはD3パブリッシャーから発売されたゲームをパロディに取り入れている。

## あらすじ
1980年代のゲーム業界に突如として現れた、(元)大人気ゲームヒーローがいた。その名は「マット・ハザード」。彼の登場するアクションシューティングゲームやTPSは、発売されるたびに度々話題になり、発売元の「マラソンソフトウェア」の株も大きく持ち上がった。
しかし、ある1つの「超地雷的クソゲーレベルのレースゲーム」という、異種ジャンルへ進出したゲームの発売を機に大きく人気が下降する。また、新たなゲームヒーローの登場により彼の威光も薄くなり、次第にゲーム業界から遠ざかっていった…。
データの片隅でこもっていたマットに一つのチャンスが訪れる。発売元のマラソンソフトウェアが買収され、「マラソンメガソフト」と名前を変えた会社から、新作ゲーム主役出演のオファーが来たのだ。マットは喜んで受諾し、舞台へ行くが、これはマラソンメガソフトの仕掛けた罠であった。
マットは、データごと抹殺しようとする刺客をはねのけ、返り討ちにすることができるのか!?

## 登場人物
マット・ハザード
声：小山力也
QA
声：名塚佳織
マットをゲームの外から助ける美女。
マスター・シェフ
声：阪口周平
マットの戦友。
ウォレス・ウォーリー・ウェルズリーIII世
声：中川慶一
マラソンメガソフト社の新しい社長。
スティング・スナイパースコープ
声：梁田清之
ウォレスがマット抹殺の為にプログラムした刺客。
なお、ネタ元はアーノルド・シュワルツェネッガーである。
スーパーカルロ
声：御園行洋
ビル・ザ・ウィザード
声：間宮康弘
木を背負ったような姿をしている魔法使い。レベルは750と高いが、拳銃相手に苦戦していたところをマットに救われる。
ニュートロノフ将軍
声：拓磨
アルトス・トラトス・クモーリ・アメモヨウ
声：なし
RPG『Penultimate Illusion XXXVII（最後から二番目の幻想37）』のキャラクターで、イケメンの剣士。ウインドウのテキスト送りで喋るため声はない。コマンド選択で攻撃してくる。
英語版での名前でもある前半の「アルトス・トラトス (Altos Tratus)」はつなげるとaltostratus（高層雲）となり、後半の「クモーリ（曇り）」「アメモヨウ（雨模様）」と共にすべて天気を意識した名前になっている。